# Psychotria tayabensis
Psychotria tayabensis är en måreväxtart som beskrevs av Adolph Daniel Edward Elmer. Psychotria tayabensis ingår i släktet Psychotria och familjen måreväxter.

## Underarter
Arten delas in i följande underarter:
- P. t. castanea
- P. t. euphlebia
- P. t. fasciculiflora
- P. t. pinagteponanensis
- P. t. tayabensis